# 欧州・地中海パートナーシップ

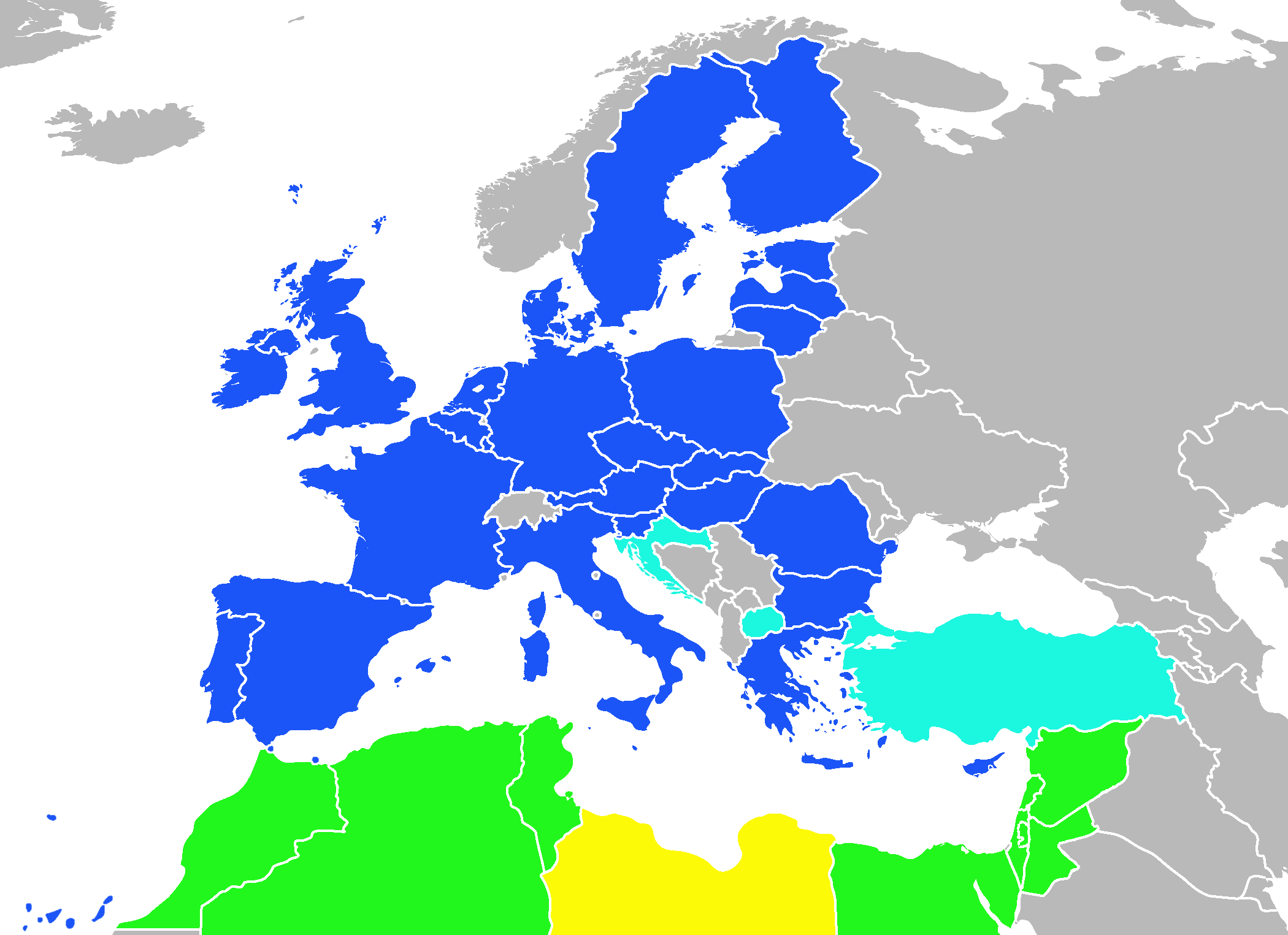
構成国
欧州連合加盟国
欧州連合加盟候補国
パートナー国・地域
オブザーバ

欧州・地中海パートナーシップ（おうしゅう・ちちゅうかいパートナーシップ）とは、欧州連合がマシュリクとマグリブにある諸国との関係を強化するために、1995年にバルセロナで開かれた欧州・地中海会議で取りまとめられた枠組み。バルセロナ・プロセスともいう。欧州・地中海パートナーシップはのちの地中海連合設立の基礎となる。
欧州連合では2004年に拡大したさい、キプロスとマルタの2つの地中海の国を含む計10か国があらたに加えられた。欧州・地中海パートナーシップは39か国で構成されており、その内訳は27の欧州連合加盟国、クロアチア、マケドニア、トルコの3つの欧州連合加盟候補国、アルジェリア、エジプト、イスラエル、ヨルダン、レバノン、モロッコ、パレスチナ、シリア、チュニジアの9つの地中海のパートナーである。なおリビアは1999年以降、オブザーバの地位にある。

## バルセロナ・プロセス
バルセロナ・プロセスは独特で壮大な取り組みであり、新たな地域関係の基礎を構築し、欧州・地中海関係における分かれ目となるものである。バルセロナ宣言では、欧州・地中海のパートナーは以下の3つを目的としている。
1. 政治と安全保障の対話の強化を通じた、平和と安定の共通空間の定義（政治・安全保障バスケット）
2. 経済と財政のパートナーシップおよび自由貿易地域の段階的設立を通じた、共有される繁栄の構築（経済・財政バスケット）
3. 文化の相互理解の奨励と市民社会間の交流を目的とする社会的・文化的・人的パートナーシップを通じた、諸国民間の親交（社会的・文化的・人的バスケット）

欧州・地中海パートナーシップはさらに2つの要素から構成されている。

## 役割
欧州・地中海パートナーシップは以下の基本方針を持つ。
- 地中海における安全保障と安定
- 地中海における共有される価値観の合意と協力のための長期的プロセスの開始
- 民主主義、善良な統治、人権状況の向上
- 地域のパートナーにとって相互に満足できる通商関係の実現。ここで言う地域とは参加国で構成される。
- 地中海におけるアメリカ合衆国の存在に対する補完的政策の策定

バルセロナ・プロセスは以下の3つの「バスケット」で構成される。
- 経済的バスケット - 2国間の連合協定を含む、地中海における共有される繁栄のための活動
- 政治的バスケット - 政治的価値観、善良な統治と民主主義の促進
- 文化的バスケット - 文化交流と市民社会の強化

ハビエル・ソラナは会議の開会にあたって、この会議の参加者は両者の間にある「文明の衝突」や誤解を克服するために一堂に集まり、また第1回十字軍から900年にあたるこの年に集まったのは縁起がよい、と発言した。ソラナはバルセロナ会議について、地中海地域の文化的・経済的統合を進めるためのプロセスであると述べている。出席していた27か国・地域はバルセロナ条約を策定し、また当時欧州連合理事会議長国であるスペインの外相であったソラナはこの外交成果により高い評価を受けた。

## 会議参加者
1995年に初開催された時点で、以下の参加者がバルセロナ宣言に同意した。
欧州連合加盟15か国
 オーストリア、 ベルギー、 デンマーク、 ドイツ、 スペイン、 フィンランド、 フランス、 ギリシャ、 アイルランド、 イタリア、 ルクセンブルク、 オランダ、 ポルトガル、 イギリス、 スウェーデン
拡大地中海地域12か国・地域
 アルジェリア、 エジプト、 イスラエル、 ヨルダン、 レバノン、 モロッコ、 シリア、 チュニジア、 トルコ、 パレスチナ、 キプロス、 マルタ （キプロスとマルタは2004年5月1日に欧州連合に加盟している）
欧州連合の機関
 欧州連合理事会、 欧州委員会

## 両者間の関係
欧州連合は対象国との間で数多くの活動を実施している。もっとも重要なものとして、欧州連合が個別に地中海のパートナーと協議している欧州・地中海連合協定である。連合協定は欧州連合と各地中海パートナーとの関係についての個別の詳細を含んでいるが、同時に新しい欧州・地中海関係に関する全般的な原則を反映している。

## 地方面
政治・経済・文化の分野をも同時に扱っていることもあって、地方単位で対話を行うということはこのパートナーシップにおいてもっとも革新的な点である。地方協力は各国の補完性が強調される一方で、多くの地中海パートナーに共通する問題を扱うものとして注目されるべき戦略的な効果を持っている。
多元的な面では、連合協定のもとで行われる両者間での活動や対話を支え、また補っている。
2004年以降、地中海パートナーは欧州近隣政策の対象となり、2007年からは欧州近隣協力機関が設立されている。

## その後の動き
エフード・バラックとヤーセル・アラファートはともにソラナによるバルセロナ・プロセスの調整に高い賛辞を呈した。このときバラックは「われわれは和解に達し、イスラエルはついに『ヨーロッパ・クラブ』に入ることができた」と発言している。他方でリビアはバルセロナ会議に出席しておらず、ムアンマル・アル＝カッザーフィーは、「会議は域外に覇権を広げようとするヨーロッパの企みが見え透いている」と主張した。ところが2000年にカッザーフィーとリビアは一転して、バルセロナ・プロセスの原理に同意し、またこれに署名した。バルセロナ会議後も年1度の会合が継続的に開かれ、バルセロナ・プロセスは2010年までに中東地域において自由貿易地域の設立に向けた目標が定められている。ソラナは、「会議10周年までに真の中東和平が実現しているだろう」と発言している。欧州・地中海自由貿易地域 (EU-MEFTA) はバルセロナ・プロセスと欧州近隣政策を基本としている。2004年のアガディール協定はその第1段階と考えられている。

## 現在
専門家の中には、バルセロナ・プロセスは効果がないと主張するものがいる。中東和平プロセスの障害はバルセロナ・プロセスに影響を及ぼしており、とくに第2のバスケットの進行を遅らせている。しかし経済バスケットそのものは成功であり、沿岸諸国では文化的な交流や各国民の交流を進めるための計画が策定されている。このほかの批判として、欧州連合が支配的にものごとを進めているというものがある。欧州連合がさまざまな情勢を評価しているということが、北が南に何かを指図しているかのような印象をもたらしている。近年、プロセスの共同性について繰り返し疑問が呈されている。
長期的なプロセス、また類似の計画のなかでもとくに複雑であるため、バルセロナ・プロセスに最終的な評価がなされることは時間がかかると見られている。
2007年、フランス大統領ニコラ・サルコジは原則として地中海沿岸諸国で構成され、欧州連合の枠組みの外で活動することを想定したと考えられる地中海連合の創設を提唱した。サルコジは地中海連合をトルコの欧州連合加盟の代替案として唱えていた。

## 2005年欧州・地中海首脳会議
第10回欧州・地中海首脳会議が2005年11月27-28日にバルセロナで開かれた。このときのバルセロナ・プロセスの参加国は以下のとおりである。
- 欧州連合加盟国（全25か国）
- ブルガリア、 ルーマニア（2005年4月25日に既存加盟国とのあいだで欧州連合加盟条約が調印されていた）
- 地中海南岸10か国 -  アルジェリア、 エジプト、 イスラエル、 ヨルダン、 レバノン、 モロッコ、 シリア、 チュニジア、 トルコ、 パレスチナ
- クロアチア（欧州連合加盟候補国。トルコとともに2005年10月3日から加盟協議が開始されていた）
- 欧州議会議長、欧州委員会委員長、欧州連合理事会事務総長

このほかバルセロナ・プロセスには常任オブザーバに以下の国と機関が参加していた。
- リビア
- モーリタニア
- アラブ連盟事務総長

さらに招待オブザーバとして欧州投資銀行、アラブ・マグレブ連合、文化間対話のためのアンナ・リンド欧州・地中海基金、欧州連合の経済社会評議会および各国の経済社会評議会が出席した。
ただこの会議に出席した地中海諸国の政府首脳はパレスチナ自治政府大統領マフムード・アッバースとトルコ首相レジェップ・タイイップ・エルドアンだけで、イスラエル、ヨルダン、シリア、レバノン、アルジェリア、モロッコ、チュニジア、エジプトの首脳は出席していなかった

### 課題
公式サイトによると、「21世紀の新たな現実と難題に対応するために、以下の4つの根本的な分野を包含するようにバルセロナ宣言を改めて（バレンシア・アクション・プランのすばらしい結果に基づく）新しいアクション・プランを作る必要がある」とされている。
- 平和、安全保障、安定、善良な統治、民主主義
- 持続可能な経済発展と改革
- 教育・文化交流
- 司法、治安、移民、社会的統合